# Baron Swansea
Baron Swansea, of Singleton in the County of Glamorgan, ist ein erblicher britischer Adelstitel in der Peerage of the United Kingdom.

## Verleihung
Der Titel wurde am 9. Juni 1893 für den Industriellen und liberalen Unterhausabgeordneten Sir Henry Vivian, 1. Baronet geschaffen. Bereits am 13. Mai 1882 war ihm der fortan nachgeordnete Titel Baronet, of Singleton in the County of Glamorgan, verliehen worden.
Heutiger Titelinhaber ist seit 2005 sein Ur-urenkel Richard Vivian als 5. Baron.

## Liste der Barone Swansea (1893)
- Henry Vivian, 1. Baron Swansea (1821–1894)
- Ernest Vivian, 2. Baron Swansea (1848–1932)
- Odo Vivian, 3. Baron Swansea (1875–1934)
- John Vivian, 4. Baron Swansea (1925–2005)
- Richard Vivian, 5. Baron Swansea (* 1957)

Titelerbe (Heir Apparent) ist der Sohn des aktuellen Titelinhabers Hon. James Vivian (* 1999).